# Església de l'Assumpció de Nostra Senyora (Foios)
L'església de l'Assumpció de la Mare de Déu, sub invocatione Assumptionis Beatae Mariae Virginis, com era costum al S. XIII, és un temple catòlic situat a la plaça del Poble de Foios (Horta Nord, País Valencià).
Va començar a construir-se en 1730 segons els plànols del mestre Joan Baptista Mingues (o Josep Minguez). Es tracta d'un edifici de tres naus i creuer, amb una torre campanar de la mateixa època que l'església. Del seu interior cal esmentar diversos retaules barrocs, així com imatgeria i pintures neoclàssiques. Destaca especialment la imatge de la Mare de Déu del Patrocini, patrona de Foios.